# Impresión 4D
La impresión 4D (impresión en 4 dimensiones, también conocida como bioimpresión 4D, origami activo o sistemas de transformación de formas) utiliza las mismas técnicas de impresión 3D a través de la deposición de material programada por computadora en capas sucesivas para crear un objeto tridimensional. Sin embargo, en la impresión 4D, la forma 3D resultante puede transformarse en diferentes formas en respuesta al estímulo ambiental, siendo la cuarta dimensión el cambio de forma dependiente del tiempo después de la impresión.  Se trata por tanto de un tipo de materia programable, en la que tras el proceso de fabricación, el producto impreso reacciona con parámetros del entorno (humedad, temperatura, voltaje, etc.) y cambia su forma en consecuencia. 

## Técnicas de impresión
La estereolitografía es una técnica de impresión 3D que utiliza la fotopolimerización para unir el sustrato que se ha colocado capa sobre capa, creando una red polimérica. A diferencia del modelado por deposición fundida, donde el material extruido se endurece inmediatamente para formar capas, la impresión 4D se basa fundamentalmente en la estereolitografía, donde en la mayoría de los casos se utiliza radiación ultravioleta para reajustar los materiales en capas una vez completado el proceso de impresión.  La anisotropía es vital para diseñar la dirección y la magnitud de las transformaciones bajo una condición dada, al disponer los micromateriales de manera tal que haya una direccionalidad incorporada en la impresión final.  

### Arquitectura de fibra

Uno de los polímeros compuestos que Tibbits et al. imprimieron, que reacciona cuando se sumerge bajo el agua.

La mayoría de los sistemas de impresión 4D utilizan una red de fibras que varían en tamaño y propiedades del material. Los componentes impresos en 4D se pueden diseñar tanto a escala macro como a escala micro. El diseño a microescala se logra a través de simulaciones moleculares/de fibra complejas que aproximan las propiedades materiales agregadas de todos los materiales utilizados en la muestra. El tamaño, la forma, el módulo y el patrón de conexión de estos bloques de construcción materiales tienen una relación directa con la forma de deformación bajo la activación del estímulo.  

#### Polímeros hidrorreactivos/hidrogeles
Skylar Tibbits, director del Self-Assembly Lab (Laboratorio de autoensamblaje) del MIT, trabajó con el Stratasys Materials Group (Grupo de materiales de Stratasys) para producir un polímero compuesto formado por elementos altamente hidrófilos y elementos no activos y altamente rígidos. Las propiedades de estos dos elementos dispares permitieron una hinchazón de hasta un 150% de ciertas partes de la cadena impresa en agua, mientras que los elementos rígidos establecieron restricciones de estructura y ángulo para la cadena transformada. Produjeron una cadena que deletreaba "MIT" cuando se sumergía en agua, y otra cadena que se transformaba en un cubo con estructura de alambre cuando se sometía a las mismas condiciones. 

##### Compuestos de celulosa
Thiele et al. exploraron las posibilidades de un material a base de celulosa que pudiera responder a la baja humedad. Desarrollaron una película bicapa utilizando ésteres de estearoilo de celulosa con diferentes grados de sustitución en cada lado. Un éster tenía un grado de sustitución de 0,3 (altamente hidrófilo) y el otro tenía un grado de sustitución de 3 (altamente hidrófobo). Cuando la muestra se enfrió de 50 °C a 22 °C y la humedad relativa aumentó del 5,9% al 35%, el lado hidrófobo se contrajo y el lado hidrófilo se hinchó, provocando que la muestra se enrollara firmemente. Este proceso es reversible, ya que al revertir los cambios de temperatura y humedad la muestra se desenrolla nuevamente. 
La comprensión de la hinchazón anisotrópica y el mapeo de la alineación de las fibrillas impresas permitieron a A. Sydney Gladman et al. imitar el comportamiento nástico de las plantas. Las ramas, tallos, brácteas y flores responden a estímulos ambientales como la humedad, la luz y el tacto variando la turgencia interna de sus paredes celulares y la composición de sus tejidos.  Tomando como precedente este hecho, el equipo desarrolló una arquitectura de hidrogel compuesta con un comportamiento de hinchamiento anisotrópico local que imita la estructura de una pared celular típica. Las fibrillas de celulosa se combinan durante el proceso de impresión en microfibrillas con una relación de aspecto alta (~100) y un módulo elástico en la escala de 100 GPa. Estas microfibrillas están incrustadas en una matriz de acrilamida suave para darles estructura.
La tinta viscoelástica utilizada para imprimir este compuesto de hidrogel es una solución acuosa de N,N-dimetilacrilamida, nanoarcilla, glucosa oxidasa, glucosa y celulosa nanofibrilada. La nanoarcilla es una ayuda reológica que mejora el flujo del líquido y la glucosa evita la inhibición del oxígeno cuando el material se cura con luz ultravioleta. Experimentando con esta tinta, el equipo creó un modelo teórico para una trayectoria de impresión que dicta la orientación de las fibrillas de celulosa, donde la capa inferior de la impresión es paralela al eje x y la capa superior de la impresión gira en sentido antihorario en un ángulo θ. La curvatura de la muestra depende de los módulos elásticos, de los índices de hinchamiento y de los índices de espesor de capa y de espesor de bicapa. Así, los modelos ajustados que describen la curvatura media y la curvatura gaussiana son, respectivamente,
{\displaystyle H=c_{1}{\frac {\alpha _{\parallel }-\alpha _{\perp }}{h}}{\frac {\sin ^{2}(\theta )}{c_{2}-c_{3}\cos(2\theta )+m_{4}\cos(4\theta )}}}
{\displaystyle K=-c_{4}{\frac {(\alpha _{\parallel }-\alpha _{\perp })^{2}}{h^{2}}}{\frac {\sin ^{2}(\theta )}{c_{5}-c_{6}\cos(2\theta )+m_{4}\cos(4\theta )}}}
Gladman et al. descubrieron que a medida que θ se acerca a 0°, la curvatura se aproxima a la ecuación clásica de Timoshenko y funciona de manera similar a una lámiva bimetálica. Pero a medida que θ se acerca a 90°, la curvatura se transforma en una forma de silla de montar. Al comprender esto, el equipo pudo controlar cuidadosamente los efectos de la anisotropía y romper líneas de simetría para crear helicoides, perfiles ondulados y otros. 

#### Polímeros termorreactivos/hidrogeles

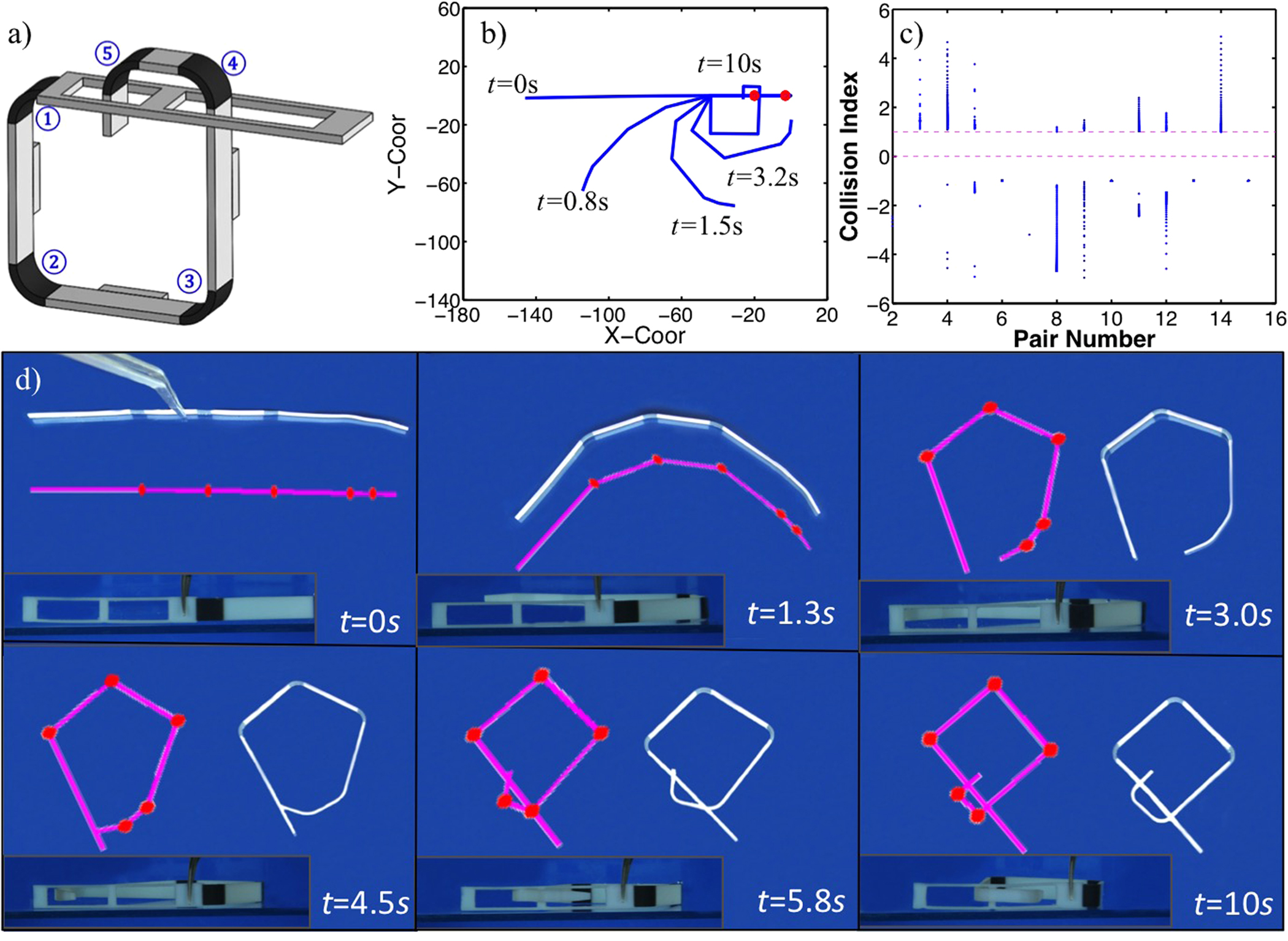
Un esquema de un componente SMP entrelazado.

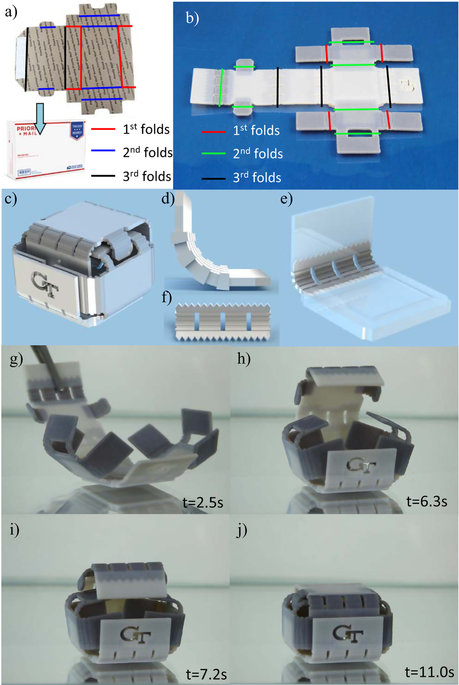
Un SMP entrelazado y plegable automático que imita el procedimiento de plegado de un buzón de correo de USPS.

La poli(N-isopropilacrilamida), o pNIPAM, es un material termorresponsivo de uso común. Un hidrogel de pNIPAM se vuelve hidrófilo y se hincha en una solución acuosa de 32 °C, su temperatura crítica de solución más baja. Temperaturas superiores comienzan a deshidratar el hidrogel y provocan que se encoja, logrando así una transformación de forma. Los hidrogeles compuestos de pNIPAM y algún otro polímero, como el acrilato de 4-hidroxibutilo (4HBA), exhiben una fuerte reversibilidad, donde incluso después de 10 ciclos de cambio de forma no hay deformación de la forma.   Shannon E. Bakarich et al. crearon un nuevo tipo de tinta de impresión 4D compuesta de hidrogeles de entrelazamiento covalente iónico que tienen una estructura similar a los hidrogeles de doble red estándar. La primera red de polímero está reticulada con cationes metálicos, mientras que la segunda está reticulada con enlaces covalentes. Luego, este hidrogel se combina con una red pNIPAM para lograr endurecimiento y actuación térmica. En pruebas de laboratorio, este gel mostró una recuperación de forma del 41% al 49% cuando la temperatura aumentó 20–60 °C (68–140 °F) y luego se restableció a 20 °C. Se diseñó una válvula inteligente de control de fluidos impresa a partir de este material para cerrarse al tocar agua caliente y abrirse al tocar agua fría. La válvula se mantuvo abierta con éxito en agua fría y redujo el caudal de agua caliente en un 99%. Este nuevo tipo de hidrogel impreso en 4D es mecánicamente más robusto que otros hidrogeles de accionamiento térmico y muestra potencial en aplicaciones tales como estructuras autoensamblables, tecnología médica, robótica blanda y tecnología de sensores. 

### Polímeros con memoria de forma digital

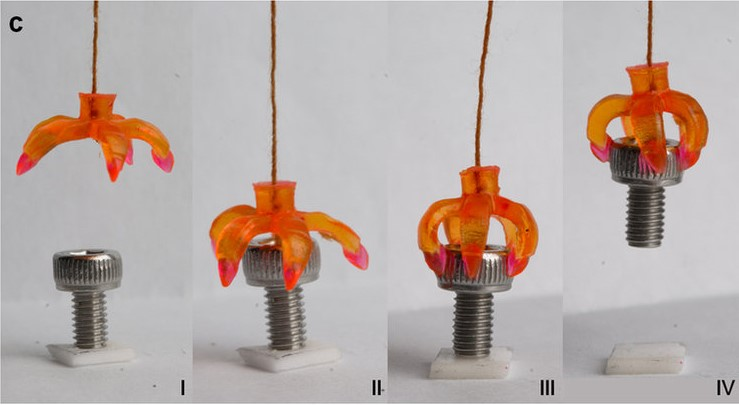
Un lapso de una pinza SMP que Qi Ge et al. desarrollaron para agarrar y liberar un objeto.

Los polímeros con memoria de forma (SMP) pueden recuperar su forma original a partir de una forma deformada en determinadas circunstancias, como cuando se exponen a una temperatura durante un período de tiempo. Dependiendo del polímero, puede haber una variedad de configuraciones que el material puede adoptar en distintas condiciones de temperatura. Los SMP digitales utilizan tecnología de impresión 3D para diseñar con precisión la colocación, la geometría y las proporciones de mezcla y curado de SMP con diferentes propiedades, como las temperaturas de transición vítrea o de transición de cristal a fusión.  Yiqi Mao et al. utilizaron esto para crear una serie de bisagras SMP digitales que tienen diferentes comportamientos termomecánicos y de memoria de forma prescritos, que se injertan en materiales rígidos y no activos. De esta forma, el equipo logró desarrollar una muestra autoplegable que podía plegarse sin interferir consigo misma e incluso entrelazarse para crear una estructura más robusta. Uno de los proyectos incluye una caja autoplegable inspirada en un buzón de correo del Servicio Postal de Estados Unidos. 
Qi Ge et al. diseñaron SMP digitales basados en componentes con módulos gomosos variables y temperaturas de transición vítrea con deformaciones de falla extremadamente altas, hasta un 300 % más grandes que los materiales imprimibles existentes. Esto les permitió crear una pinza multimaterial que podía agarrar y liberar un objeto en función de una entrada de temperatura. Las juntas gruesas fueron hechas de SMP para mayor robustez, mientras que las puntas de las micropinzas podrían diseñarse por separado para acomodar un contacto seguro para el objeto de transporte. 

### Relajación del estrés
La relajación de la tensión en la impresión 4D es un proceso en el que se crea un conjunto de material bajo tensión que queda "almacenado" dentro del material. Esta tensión puede liberarse posteriormente, provocando un cambio general en la forma del material. 

#### Polímeros fotorreactivos térmicos
Este tipo de actuación polimérica puede describirse como relajación de tensión fotoinducida.
Esta tecnología aprovecha la curvatura del polímero impulsada por la temperatura al exponer las costuras de curvatura deseadas a tiras enfocadas de luz intensa. Estas costuras de flexión se imprimen en un estado de tensión pero no se deforman hasta que se exponen a la luz. El agente activo que induce la flexión en el material es el calor transmitido por la luz intensa. El material en sí está hecho de polímeros químicos fotoreactivos. Estos compuestos utilizan una mezcla de polímeros combinada con un fotoiniciador para crear un polímero reticulado covalente amorfo. Este material se forma en láminas y se carga en tensión perpendicular al pliegue de curvatura deseado.
Luego, el material se expone a una longitud de onda de luz específica y, a medida que el fotoiniciador se consume, polimeriza la mezcla restante, lo que induce una relajación del estrés fotoiniciada. La porción de material expuesta a la luz se puede controlar con plantillas para crear patrones de curvatura específicos. También es posible ejecutar múltiples iteraciones de este proceso utilizando la misma muestra de material con diferentes condiciones de carga o máscaras de plantilla para cada iteración. La forma final dependerá del orden y la forma resultante de cada iteración. 

## Aplicaciones actuales

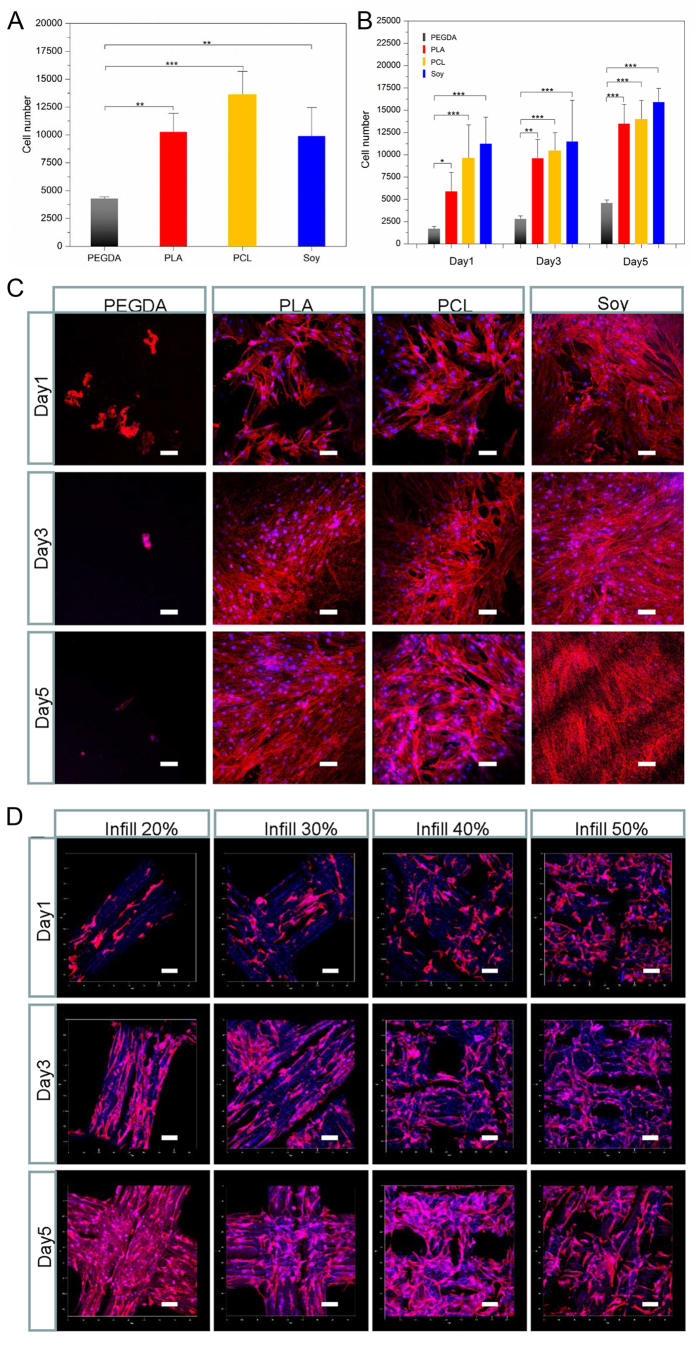
Miao et al. Las partes A, B y C indican el crecimiento celular en el andamio de soja en comparación con diferentes materiales. La parte D indica el crecimiento celular en diferentes densidades de relleno dentro del armazón de soja.

### Avances en aplicaciones biomédicas
El equipo de investigación de Lijie Grace Zhang en la Universidad George Washington  creó un nuevo tipo de resina líquida fotocurable e imprimible en 4D. Esta resina está hecha de un compuesto de acrilato epoxidado de aceite de soja renovable que también es biocompatible. Esta resina se suma al pequeño grupo de resinas imprimibles en 3D y es una de las pocas que son biocompatibles. Una muestra impresa en 3D con láser de esta resina se sometió a fluctuaciones de temperatura de −18 °C a 37 °C y mostró una recuperación completa de su forma original. Los andamios impresos de este material demostraron ser bases exitosas para el crecimiento de células madre mesenquimales de médula ósea humana (hMSC). Las fuertes cualidades de este material en cuanto a efecto de memoria de forma y biocompatibilidad llevan a los investigadores a creer que hará avanzar enormemente el desarrollo de andamios biomédicos. Este artículo de investigación es uno de los primeros que explora el uso de polímeros de aceite vegetal como resinas líquidas para la producción de estereolitografía en aplicaciones biomédicas.
El equipo de investigación de Leonid Ionov (Universidad de Bayreuth) ha desarrollado un nuevo enfoque para imprimir hidrogeles biocompatibles/biodegradables con formas cambiantes con células vivas. Este enfoque permite la fabricación de tubos huecos autoplegables con un control sin precedentes sobre sus diámetros y arquitecturas en alta resolución. La versatilidad de este enfoque se demuestra empleando dos biopolímeros diferentes (alginato y ácido hialurónico) y células del estroma de médula ósea de ratón. El aprovechamiento de los parámetros de impresión y posimpresión permite alcanzar diámetros de tubo internos promedio tan bajos como 20 μm, algo que aún no se puede lograr con otros métodos de bioimpresión existentes y es comparable a los diámetros de los vasos sanguíneos más pequeños. El proceso de bioimpresión 4D propuesto no supone ningún efecto negativo sobre la viabilidad de las células impresas, y los tubos autoplegables basados en hidrogel favorecen la supervivencia celular durante al menos 7 días sin ninguna disminución de la viabilidad celular. En consecuencia, la estrategia de bioimpresión 4D presentada permite la fabricación de arquitecturas reconfigurables dinámicamente con funcionalidad y capacidad de respuesta ajustables, regidas por la selección de materiales y células adecuados. 

## Posibles aplicaciones
Existen algunas técnicas/tecnologías existentes que potencialmente podrían aplicarse y ajustarse para la impresión 4D.

### Fuerza de tracción celular
La fuerza de tracción celular (CTF) es una técnica en la que las células vivas pliegan y mueven microestructuras hasta adoptar la forma diseñada. Esto es posible gracias a la contracción que se produce por la polimerizació de lanactina y las interacciones de actomiosina dentro de la célula. En los procesos naturales, el CTF regula la cicatrización de heridas, la angiogénesis, la metástasis y la inflamación. Takeuchi et al. sembraron células en dos microplacas y, cuando se eliminó la estructura de vidrio, las células cerraron el espacio entre las microplacas y, de este modo, iniciaron el autoplegado. Con este método, el equipo logró crear geometrías similares a recipientes e incluso dodecaedros de alto rendimiento. Se especula que el uso de esta técnica de origami celular conducirá al diseño e impresión de una estructura cargada de células que pueda imitar a sus contrapartes no sintéticas una vez completado el proceso de impresión. 

### Materiales inteligentes eléctricos y magnéticos
Los materiales sensibles a la electricidad que existen hoy en día cambian su tamaño y forma dependiendo de la intensidad o dirección de un campo eléctrico externo o de una corriente eléctrica aplicada. La polianilina y el polipirrol (PPy) son, en particular, buenos materiales conductores y pueden doparse con tetrafluoroborato para contraerse y expandirse bajo un estímulo eléctrico. Un robot fabricado con estos materiales fue hecho moverse usando un pulso eléctrico de 3V durante 5 segundos, haciendo que una pierna se extendiera, luego retirando el estímulo durante 10 segundos, haciendo que la otra pierna se moviera hacia adelante. Las investigaciones sobre nanotubos de carbono, que son biocompatibles y altamente conductores, indican que un compuesto hecho de nanotubos de carbono y una muestra con memoria de forma tiene una conductividad eléctrica y una velocidad de respuesta electroactiva mayores que cualquiera de las muestras por separado.
También se ha demostrado que las estructuras compuestas con memoria de forma que incorporan capas superficiales metálicas altamente conductoras son altamente sensibles a la electricidad. Debido a su alta conductividad eléctrica posibilitada por una superficie metálica revestida sin corriente eléctrica, estos compuestos se pueden utilizar en dispositivos eléctricos para detección de temperatura (si se utiliza una matriz de polímero con memoria de forma sensible a la temperatura) o como dispositivos de seguridad eléctrica. BQY Chan et al. fabricaron un dispositivo de detección de múltiples temperaturas con varios interruptores que se activan a diferentes temperaturas. Se demostró que la incorporación del revestimiento metálico no tiene ningún impacto adverso en el rendimiento de la memoria de forma de los interruptores. 
Los ferrogeles sensibles al magnetismo se contraen en presencia de un campo magnético fuerte y, por lo tanto, tienen aplicaciones en la administración de fármacos y células. La combinación de nanotubos de carbono y partículas magnéticamente sensibles se ha bioimpreso para su uso en la promoción del crecimiento y la adhesión celular, manteniendo al mismo tiempo una fuerte conductividad.

### Comercio y transporte
Skylar Tibbits explica las futuras aplicaciones de los materiales impresos en 4D como productos programables que pueden adaptarse a entornos específicos y responder a factores como la temperatura, la humedad, la presión y el sonido del propio cuerpo o el entorno. Tibbits también menciona la ventaja de la impresión 4D para aplicaciones de envío: permitirá que los productos se empaqueten de forma plana para que luego su forma diseñada se active en el sitio mediante un simple estímulo. También existe la posibilidad de contar con contenedores de envío impresos en 4D que reaccionen a las fuerzas en tránsito para distribuir las cargas uniformemente. Algunos materiales impresos en 4D podrían repararse a sí mismos después de una falla o autodesarmarse para facilitar su reciclaje. 